# Cryptachaea eramus
Cryptachaea eramus là một loài nhện trong họ Theridiidae.
Loài này thuộc chi Cryptachaea. Cryptachaea eramus được Herbert Walter Levi miêu tả năm 1963.